# Týček
Týček (en allemand : Tejtschek) est une commune du district de Rokycany, dans la région de Plzeň, en République tchèque. Sa population s'élevait à 233 habitants en 2021.

## Géographie
Týček se trouve à 2 km au nord-est du centre de Zbiroh, à 21 km au nord-est de Rokycany, à 34 km au nord-est de Plzeň et à 52 km à l'ouest-sud-ouest de Prague.
La commune est limitée par Líšná au nord et à l'est, par Cerhovice à l'est et par Zbiroh au sud et à l'ouest.

## Histoire
La première mention écrite du village date de 1336.

## Galerie

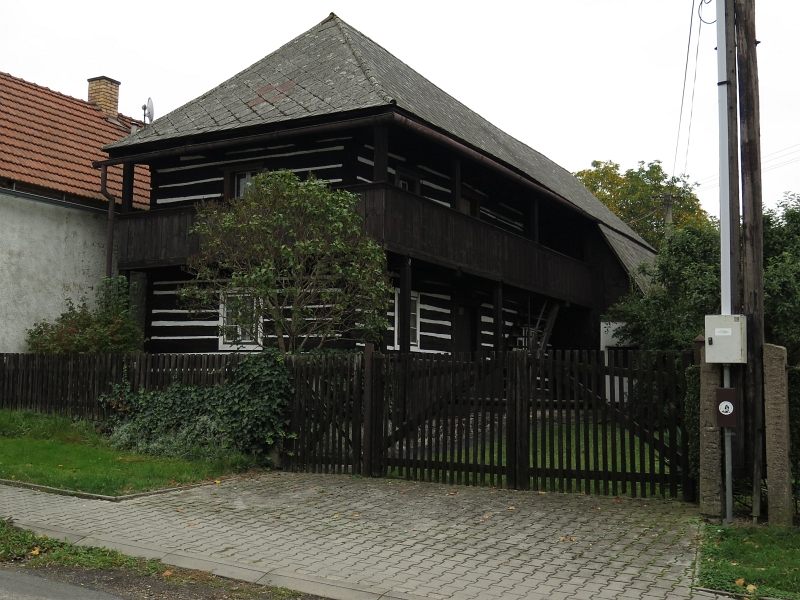
Maison en bois.
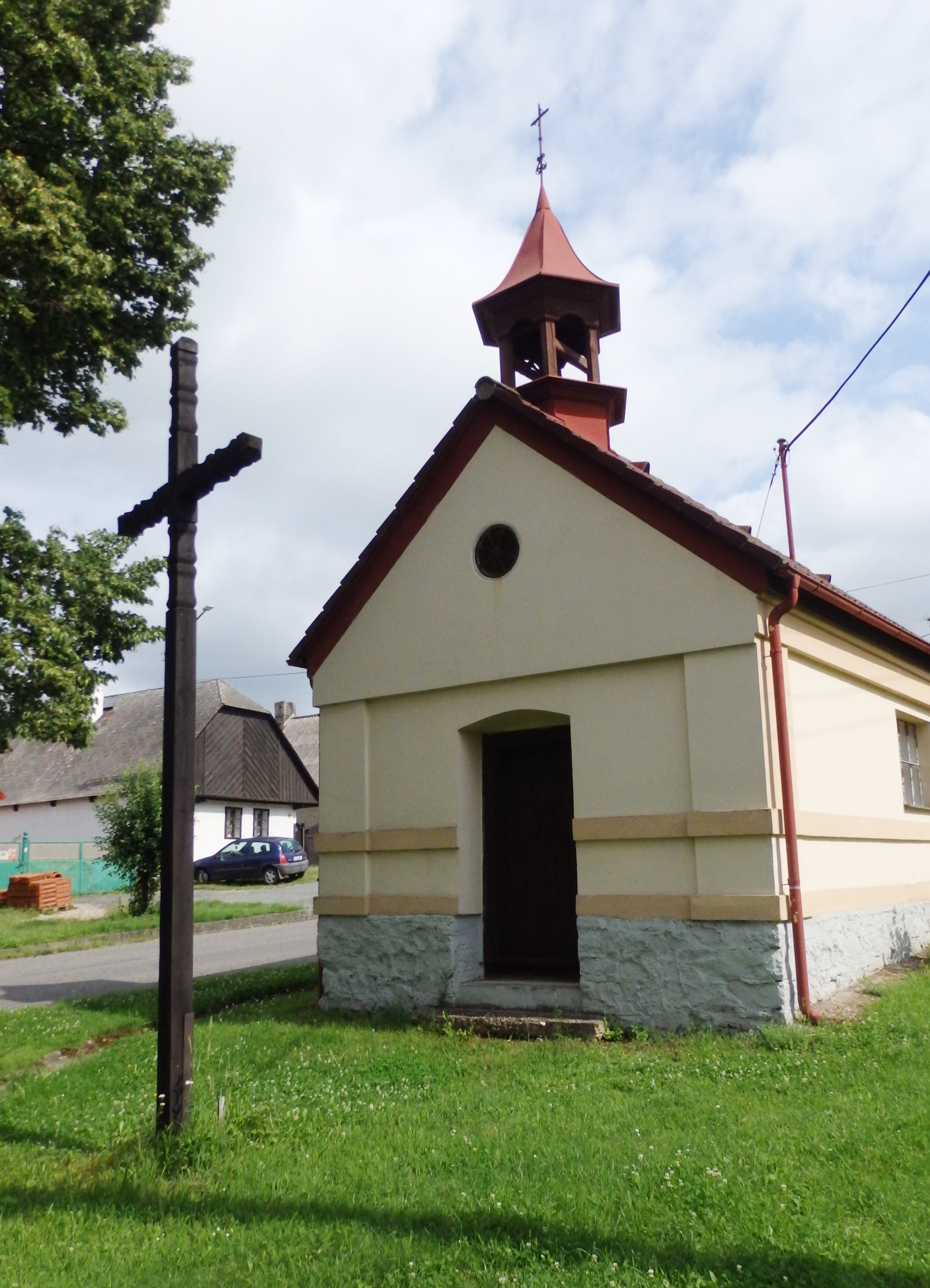
Chapelle à Týček.

## Transports
Par la route, Týček se trouve à 2 km de Zbiroh, à 30 km de Rokycany, à 42 km de Plzeň et à 60 km de Prague. 